# Joana Ramosová
Joana Isabel Venturaová Ramosová nebo Joana Ramos, (* 16. leden 1982 v Coimbře, Portugalsko) je portulgaská zápasnice – judistka.

## Sportovní kariéra
S judem začínala ve 13 letech v rodné Coimbře pod trenérem Fausto Carvalhem. V portugalské seniorské reprezentaci se pohybuje od roku 2001 v pololehké váze. V roce 2004 byla na dobré cestě účastnit se olympijských hrách v Athénách, ale přednost dostala talentovanějsí Telma Monteirová. Na Monteirovou v dalších letech výkonnostně nestačila a od roku 2007 startovala v lehké váze, ve které se nekvalifikovala na olympijské hry v Pekingu v roce 2008. V roce 2009 se vrátila do své oblíbené pololehké váhy. Od roku 2010 přestoupila do klubu Sporting Lisabon a pod vedením trenéra João Rodriguese se začala prosazovat mezi světovou špičkou. V roce 2012 se kvalifikovala na olympijské hry v Londýně, ale své snažení ukončila v prvním kole na Francouzce Priscille Gnetové. V roce 2016 se kvalifikovala na své druhé olympijské hry v Riu, ale nadějí na pěkný výsledek jí vzala ve druhém kole Číňanka Ma Jing-nan.

### Vítězství
- 2009 - 1× světový pohár (Lisabon)
- 2010 - 1× světový pohár (Abú Zabí)
- 2014 - 1× světový pohár (Astana)
- 2015 - 1× světový pohár (Ťumeň)

## Výsledky
| Olympijské hry     |     |     | —   |     |     |     | —  |   |   |     | —  |     |     |    | úč. |     |     |     | úč. |    |  |  |  |  |  |  |  |
| Mistrovství světa  |     | —   |     | úč. |     | úč. |    | — |   | úč. |    | úč. | 7.  | 5. |     | úč. | úč. | úč. |     |    |  |  |  |  |  |  |  |
| Evropské hry       |     |     |     |     |     |     |    |   |   |     |    |     |     |    |     |     |     | úč. |     |    |  |  |  |  |  |  |  |
| Mistrovství Evropy | —   | —   | —   | úč. | úč. | úč. | —  | — | — | úč. | 7. | —   | úč. | 2. | 7.  | —   | úč. | úč. | úč. | 3. |  |  |  |  |  |  |  |
| ME do 23 let       |     |     |     |     |     | —   | 3. |   |   |     |    |     |     |    |     |     |     |     |     |    |  |  |  |  |  |  |  |
| MS juniorů         | úč. |     | 5.  |     |     |     |    |   |   |     |    |     |     |    |     |     |     |     |     |    |  |  |  |  |  |  |  |
| ME juniorů         | —   | úč. | úč. | 5.  |     |     |    |   |   |     |    |     |     |    |     |     |     |     |     |    |  |  |  |  |  |  |  |